# اولبرون-دورن
اولبرون-دورن (به آلمانی: Ölbronn-Dürrn) یک شهر در آلمان است که در انتسکرایس واقع شده‌است. اولبرون-دورن ۳٬۵۴۸ نفر جمعیت دارد.